# Труженик (Иркутская область)
Тру́женик — заимка в Черемховском районе Иркутской области России. Входит в состав Голуметского муниципального образования.

## География
Населённый пункт находится на расстоянии 61 км к западу от города Черемхово, административного центра района.

## Население
| 2002 | 2010 | 2011 | 2012 |
| ---- | ---- | ---- | ---- |
| 13   | ↘3   | →3   | →3   |